# Kebba M. Touray
Kebba M. Touray (* im 20. Jahrhundert; † 15. März 2006 in Havanna) war ein gambischer Politiker.

## Leben
| Parlamentswahl | Stimmen    | Stimmanteil |
| -------------- | ---------- | ----------- |
| 1997           | 5.009      | 57,94 %     |
| 2002           | einstimmig | 100,00 %    |

Kebba M. Touray trat als Kandidat der Alliance for Patriotic Reorientation and Construction (APRC) bei den Parlamentswahlen in Gambia 1997 im Wahlkreis Kombo East an. Er konnte sich gegen seinen Gegenkandidaten Pa Saikou Kujabi von der United Democratic Party (UDP) durchsetzen und einen Sitz in der Nationalversammlung erhalten. Bei den folgenden Wahlen 2002 trat Touray erneut an. Mangels Gegenkandidaten behielt er seinen Sitz in der Nationalversammlung.
Touray starb im März 2006 in Havanna, Kuba, während er sich dort einer medizinischen Behandlung unterzog.